# Zosa Szajkowski
Zosa Szajkowski (Zaręby, 10 de enero de 1911 - Nueva York, 26 de septiembre de 1978) fue un historiador de origen polaco, considerado un «pionero» en el estudio de la historia de los judíos en Francia y Europa del Este, así como la supuesta relación entre el antisemitismo y el socialismo francés. En su juventud cercano al comunismo, reclutó a judíos para luchar en la Guerra Civil Española y más tarde él mismo combatió en la Segunda Guerra Mundial.
Es conocido por el traslado de documentos relacionados con el pueblo judío a los Estados Unidos, actividad que comenzó en la Segunda Guerra Mundial y que incluyó el robo de material de distintas instituciones francesas y posterior venta de este en el extranjero. Fue denunciado en 1961, en Francia, por el hurto de documentos en los Archivos Municipales de Estrasburgo, sin embargo logró huir del país, a través de la frontera alemana. Fue condenado a tres años de prisión. También habría sustraído obras de la biblioteca de la Alliance Israélite Universelle o de la Biblioteca Pública de Nueva York. Se suicidó en Nueva York, en una habitación del hotel Taft.
Fue autor de obras como Jews and the French Revolutions of 1789, 1830 and 1848, Franco-Judaica; an analytical bibliography of books, pamphlets, decrees, briefs and other printed documents pertaining to the Jews in France, 1500-1788 o Jewish Education in France (1789-1939), entre otras.